# Miocaenia pectinicornis
Miocaenia pectinicornis is een keversoort uit de familie netschildkevers (Lycidae). De wetenschappelijke naam van de soort werd in 1914 gepubliceerd door Henry Frederick Wickham.